# Liste des membres de Hawkwind
 (décembre 2018).
Si vous disposez d'ouvrages ou d'articles de référence ou si vous connaissez des sites web de qualité traitant du thème abordé ici, merci de compléter l'article en donnant les références utiles à sa vérifiabilité et en les liant à la section « Notes et références ».
Au cours de ses cinq décennies de carrière, le groupe de space rock britannique Hawkwind a connu de nombreux changements de personnel. Le seul musicien constant de l'histoire du groupe est Dave Brock.

## Membres actuels
- Dave Brock : chant, guitares, claviers, synthétiseurs (depuis 1969)
- Tim Blake : claviers, chant (1979-1980, 2000, 2002, depuis 2007)
- Richard Chadwick : batterie, chant (depuis 1988)
- Mr Dibs : chant, violoncelle, basse (depuis 2007)
- Niall Hone : basse, guitares, sampling, synthétiseurs, claviers (depuis 2008)

- Invité :
  - Dead Fred : claviers, synthétiseurs (invité depuis 2012, membre à part entière 1983-1984)

## Anciens membres
- Nik Turner : saxophone, flûte, chant (†2022) (1969-1976, 1982-1984)
- Dik Mik : claviers, synthétiseurs (†2017) (1969-1973)
- Terry Ollis : batterie (1969-1972)
- John Harrison : basse (1969-1970)
- Mick Slattery : guitare (†2023) (1969)
- Huw Lloyd-Langton : (†2012) guitare (1969-1971, 1979-1988, invité 2002-2005)
- Thomas Crimble : basse (1970-1971)
- Del Dettmar : claviers, synthétiseurs (1971-1974)
- Dave Anderson : basse (1971-1972)
- Simon King : batterie (1972-1979, 1979-1980)
- Lemmy Kilmister († 2015) : basse (1972-1975)
- Robert Calvert : chant (†1988) (1972-1973, 1975-1979)
- Simon House : claviers, synthétiseurs, violon (1974-1978, 1989-1991, invité 2000-2002)
- Alan Powell : batterie (1974-1976)
- Paul Rudolph : basse (1975-1976)
- Adrian Shaw : basse (1976-1978)
- Harvey Bainbridge : basse, claviers, synthétiseurs (1978-1991)
- Martin Griffin : (†2019) batterie (1978-1979, 1981-1983)
- Paul Hayles : claviers, synthétiseurs (1978)
- Steve Swindells : claviers, synthétiseurs (1978-1979)
- Ginger Baker : batterie (†2019) (1980-1981)
- Keith Hale : claviers, synthétiseurs (1980-1981)
- Andy Anderson : batterie (†2019) (1983)
- Robert Heaton : batterie (1983)
- Rik Martinez : batterie (1983)
- Clive Deamer : batterie (1983-1985)
- Alan Davey : basse (1984-1996, 2000-2007)
- Danny Thompson Jr. : batterie (1985-1988)
- Bridget Wishart : chant (1990-1991)
- Ron Tree : chant, basse (1995-2001)
- Jerry Richards : guitare (1996-2001)
- Jason Stuart : claviers, synthétiseurs (†2008) (2005-2008)

- Anciens invités :
  - Michael Moorcock : chant (1975, 1981)
  - Captain Rizz : chant (1997-2000)
  - Jez Huggett : saxophone, flûte (2000-2002)
  - Arthur Brown : chant (2001-2003)
  - Jon Sevink : violon (2009)